# Веб-картография
Веб-картографи́рование — процесс использования карт, которые предоставляются географическими информационными системами (ГИС) в Интернете. Веб-карта в Интернете обслуживается и потребляется, поэтому веб-картография — это услуга, с помощью которой потребители могут выбирать, что будет отображать карта. В Веб-ГИС особое внимание уделяется обработке геоданных, в большей степени связанной с аспектами проектирования: сбор данных и архитектура серверного программного обеспечения (хранение данных и алгоритмы), а не с отчётами конечного пользователя.
Термины «Веб-ГИС» и «веб-картография» можно считать синонимами. Веб-ГИС использует веб-карты, и конечные пользователи, занимающиеся веб-картографированием, приобретают аналитические возможности. Термин «Location-based service» относится к веб-картографированию потребительских товаров и услуг. Веб-картографирование обычно включает веб-браузер или другой пользовательский агент, способный взаимодействовать c сервером в качестве клиента. Вопросы качества, юзабилити, социальных льгот и правовых ограничений способствуют его развитию.
Появление веб-картографии можно рассматривать как новую важную тенденцию в картографии. До недавнего времени картография ограничивалась несколькими компаниями, институтами и картографическими агентствами, для чего требовалось относительно дорогое и сложное аппаратное и программное обеспечение, а также опытные картографы и инженеры-геодезисты.
Веб-картографирование принесло много географических наборов данных, включая бесплатные (например, созданные OpenStreetMap) и коммерческие, принадлежащие Navteq, Google, Яндекс, 2ГИС, Waze и другие. Был разработан и внедрен ряд бесплатных программ для создания карт, а также коммерческие инструменты, такие как ArcGIS. В результате, барьер для входа для обслуживания карт в Интернете был снижен.